# Liste der deutschen Vorschläge für die Oscar-Nominierung in der Kategorie bester internationaler Film
Die Liste der deutschen Vorschläge für die Oscar-Nominierung in der Kategorie bester internationaler Film (bis 2019 bester fremdsprachiger Film (Best Foreign Language Film of the Year), seit der Oscarverleihung 2020 Best International Feature Film). führt alle für Deutschland bei der Academy of Motion Picture Arts and Sciences (AMPAS) für die Kategorie eingereichten Filme.
Seit 1948 wird bei den Oscars alljährlich auch ein fremdsprachiger Film geehrt. Von 1948 bis 1956 geschah dies in Form eines Spezial- bzw. Ehrenoscars.

Eine eigene Kategorie mit fünf Nominierungen, wie in den übrigen regulären Kategorien, wurde im Jahr 1957 geschaffen. Der Preis wird an den Film und das vorschlagende Land vergeben und nicht an Einzelpersonen. Der Regisseur des Films nimmt den Preis üblicherweise stellvertretend für das gesamte Filmteam entgegen, ist aber kein offizieller Preisträger laut Richtlinien der Oscars. Auf der Statue selbst werden das Produktionsland, der Filmtitel und der Name des Regisseurs eingraviert.

Seit 2007 wird in einem zweistufigen Verfahren aus allen zugelassenen Einreichungen der vorschlagsberechtigten Länder eine Vorauswahl getroffen. Ein Komitee aus Mitgliedern der Academy nominiert mehrere Filme, die auf einer Short-List veröffentlicht werden. Aus diesen Vorschlägen werden die fünf Nominierungen ausgewählt. Bis 2019 erschienen 9 Film auf dieser Liste, 2020 dann einmalig 10. Aufgrund der Corona-Krise wurde diese Zahl 2021 auf 15 aufgestockt und beibehalten.
Deutsche Filme konnten bislang viermal den Oscar in dieser Kategorie gewinnen. Insgesamt 23 Filmen gelang der Sprung auf die Nominierungsliste (14-mal dem wiedervereinigten Deutschland, einmal der DDR und achtmal der Bundesrepublik bis 1990). Bislang 70 Filme wurden bei der Academy für die Kategorie als deutscher Beitrag eingereicht, davon fünf Filme aus der DDR.

Von der offiziellen AMPAS-Datenbank werden das wiedervereinigte Deutschland (3 Siege – Platz 5 | 13 Nominierungen – Platz 7), die BRD bis 1990 (1 Sieg – Platz 16 | 8 Nominierungen – Platz 13) und die DDR (0 Siege | 1 Nominierung – Platz 41) in getrennten Statistiken geführt. Zusammengenommen belegen die deutschen Staaten zusammen mit Spanien und Dänemark in der Statistik der erfolgreichsten Nationen des Oscars für den besten fremdsprachigen Film den dritten Platz hinter Frankreich und Italien.
| Land                                       | Einreichungen | Short-List | Nominierungen | Auszeichnungen |
| ------------------------------------------ | ------------- | ---------- | ------------- | -------------- |
| BR Deutschland (bis 1990)                  | 31            | -          | 8             | 1              |
| Deutsche Demokratische Republik (bis 1990) | 5             | -          | 1             | 0              |
| Deutschland (seit 1991)                    | 34            | 13         | 14            | 3              |
| Gesamt:                                    | 70            | 13         | 23            | 4              |

## Auswahlverfahren
Für die Bundesrepublik Deutschland übernahm die im Jahr 1954 gegründete Export-Union des Deutschen Films die Auswahl des bundesdeutschen Bewerbers, bis diese 2004 in der German Films Service + Marketing GmbH aufging. Derzeit organisiert diese die Wahl des deutschen Oscar-Films. Die Aufgaben von German Films in dieser Funktion sind rein organisatorischer Natur. German Films selbst ist in der Auswahlkommission nicht vertreten.
Sie veröffentlicht Teilnahmeaufrufe für deutsche Produzenten und Weltvertriebe und überprüft deren gebührenpflichtig eingereichte Produktionen auf Einhaltung der von der AMPAS vorgegebenen Regularien.
Anschließend ruft German Films verschiedene Berufsverbände und Institutionen dazu auf, Vertreter für eine neunköpfige Jury zu benennen, die letztlich den Oscarbeitrag aus den Einreichungen der Rechteinhaber auswählt.
- die Deutsche Filmakademie benennt zwei Mitglieder aus den Gewerken Drehbuch, Schauspiel, Kamera, Ton, Maske, Szenenbild, Schnitt, Filmmusik oder Regie

ein Mitglied entsendet:
- der Verband der Filmproduzenten;
- der Verband Deutscher Filmexporteure;
- die Allianz Deutscher Produzenten – Film und Fernsehen/Selektion Kino e. V.;
- der Verband der deutschen Filmkritik;
- der Bundesverband Regie e. V.;

Der Verband der Filmverleiher und die Arbeitsgemeinschaft Verleih – Verband unabhängiger Filmverleiher e. V. (AG Verleih)

sowie der Hauptverband Deutscher Filmtheater (HDF) und die Arbeitsgemeinschaft Kino – Gilde deutscher Filmkunsttheater e. V. (AG Kino – Gilde)

wechseln sich im jährlichen Rotationsprinzip ab.
Die benannten Personen müssen die deutsche Staatsbürgerschaft innehaben.

Die Jurymitglieder müssen nicht Mitglied der benennenden Organisation sein, sollten jedoch ihre berufliche Tätigkeit in den letzten fünf Jahren aktiv ausgeübt haben. Unzulässig ist die Mitwirkung eines Jurymitgliedes, welches ein direktes wirtschaftliches Interesse an einem der vorgeschlagenen Filme hat.

## Besonderheiten

### 1980
Volker Schlöndorf dankte der AMPAS für den Gewinn in der Kategorie für Die Blechtrommel mit den Worten:

„The hero of ‚The Tin Drum,‘ you know, is named ‚Oskar,‘ and for all the time we were making the film we wondered what kind an omen this could be. So, this what it's meant. It's a little boy actor, he has in common with this one [referring to the statuette] of being small but only in size.

You know, it's the first award ever given to a film of my country. There's been lots of reasons for that we know, but I take it as a tribute also for my fellow directors over there and for all those whose tradition we want to pick up and follow and who worked and lived here. I mean Fritz Lang, Billy Wilder, Lubitsch, Murnau, Pabst. You know them all; you welcomed them. Thank you.
Der Held aus „Die Blechtrommel“ heißt ja „Oskar“, und während wir den Film drehten, fragten wir uns, was das für ein Omen sein könnte. Das ist also gemeint. Es handelt sich um einen kleinen jungen Schauspieler, was er mit diesem [bezogen auf die Statuette] gemeinsam hat. Er ist zwar klein, aber nur von der Größe her.

Wissen Sie, es ist die erste Auszeichnung, die jemals einem Film meines Landes verliehen wurde. Wir wissen, dass es dafür viele Gründe gab, aber ich verstehe es auch als Anerkennung für meine Regiekollegen und für alle, deren Tradition wir aufgreifen und fortsetzen wollen und die hier gearbeitet und gelebt haben. Ich meine Fritz Lang, Billy Wilder, Lubitsch, Murnau, Pabst. Sie kennen sie alle; Sie haben sie willkommen geheißen. Danke schön.“

### 1983
Der Film Das Boot erhielt Nominierungen in sechs Oscar-Kategorien (Regie, Kamera, adaptiertes Drehbuch, Schnitt, Ton und Tonschnitt), wurde aber nicht als Vorschlag für die Bundesrepublik eingereicht, sondern Werner Herzogs Fitzcarraldo.

### 1992
In diesem Jahr wurde kein deutscher Vorschlag eingereicht, obwohl mit dem Film Hitlerjunge Salomon von Agnieszka Holland ein aussichtsreicher Kandidat zur Verfügung gestanden hätte, der 1991 jeweils als bester fremdsprachiger Film vom National Board of Review Award und mit dem Golden Globe ausgezeichnet wurde. Das Auswahlkomitee gab nach ihrer Sitzung eine offizielle Erklärung ab, dass kein deutscher Film die hohe Qualität besaß, um nominiert zu werden.
Dies wurde vielfach kritisiert und veranlasste mehrere prominente deutsche Filmemacher, einen offenen Brief zu schreiben, in dem sie die Weigerung des Auswahlgremiums anprangerten, den Film einzureichen. Dem Komitee war der Film aufgrund seines heiklen Themas anscheinend zu kontrovers (die Geschichte eines Juden, der der Verfolgung durch die Nazis entkommen war, indem er sich als Arier tarnte) und wirft ein bezeichnendes Licht auf die Debatten über den Holocaust nach der Wiedervereinigung. Kolportiert wurde, dass Mitglieder des Auswahlausschusses inoffiziell gesagt haben, der Film sei „Schrott“ und „eine Verlegenheit“. Ebenfalls wurde bezweifelt, ob der Film den Regeln der Akademie entsprechen würde, da er größtenteils in Polen gedreht und nur teilweise mit deutscher Finanzierung produziert wurde. Produzent Brauner und die polnische Regisseurin Holland beklagten daraufhin öffentlich eine „deutsche Arroganz gegenüber jüdischen Themen“ und eine latente Fremdenfeindlichkeit; die internationale Presse gab dies größtenteils als Antisemitismusvorwurf wieder.
Obwohl der Film nicht als deutscher Beitrag eingereicht wurde, wurde er kommerziell in Los Angeles County aufgeführt und war somit für Nominierungen in anderen Kategorien qualifiziert. Einer der führenden amerikanischen Filmkritiker, Roger Ebert, bezeichnete 1992 die Oscarnominierung von Agnieszka Holland in der Kategorie Bestes adaptiertes Drehbuch als „Zurechtweisung“ („rebuke“) vonseiten der amerikanischen Oscarjury an das deutsche Oscarkomitee.

### 2000
Der Film Buena Vista Social Club von Wim Wenders wurde in der Kategorie Bester Dokumentarfilm nominiert.

### 2003
Aufgrund einer lebensbedrohenden Erkrankung ihrer Tochter blieb die Regisseurin des deutschen Vorschlages Nirgendwo in Afrika Caroline Link in Deutschland und reiste nicht zur Oscarverleihung. Da nach den damaligen Statuten der Academy keiner der Produzenten den Preis entgegennehmen durfte, stand niemand für Deutschland auf der Bühne und die Statue wurde von der Präsentatorin der Kategorie Salma Hayek im Auftrag („behalf“) der Preisträgerin vorerst einbehalten und dann nach Deutschland gesendet.

### 2010
Am 26. August 2009 wurde Das weiße Band – Eine deutsche Kindergeschichte als deutscher Bewerber für das Jahr 2010 eingereicht.
Damit kam das deutsche Auswahlgremium seinem österreichischen Pendant, der Austrian Film Commission (AFC), zuvor. Ursprünglich sollte eine Woche später Das weiße Band als österreichischer Bewerber vorgeschlagen werden. Die Einreichung des in „wesentlichen Funktionen“ „österreichische[n]“ Films durch Deutschland sorgte daher für Unmut auf Seite der AFC, doch schlussendlich akzeptierte sie das Ergebnis.
Der Film erhielt zwei Oscar-Nominierungen (Bester fremdsprachiger Film und Beste Kamera).

### 2012
Der Vorschlag Pina wurde in der Kategorie Bester Dokumentarfilm nominiert.

### 2016
Der Film Victoria konnte nicht in der Fremdsprachenkategorie nominiert werden, da die Hälfte der Dialoge in Englisch gesprochen wird. In der Kategorie durfte laut den Regelungen zum damaligen Zeitpunkt aber maximal 40 Prozent englischer Sprachanteil verwendet werden.

### 2017
Die deutsch-französisch-österreichische Koproduktion Vor der Morgenröte wurde von den Produzenten zunächst für die Auswahl des deutschen Kandidaten als bester fremdsprachiger Film vorgeschlagen.
Nachdem das deutsche Auswahlkomitee die deutsch-österreichische Koproduktion Toni Erdmann nominiert hatte, gab Österreich am 6. September 2016 bekannt, Vor der Morgenröte ins Rennen zu schicken.
Der Vorschlag als österreichischer Beitrag für den Auslandsoscar wurde von der AMPAS zunächst zurückgewiesen und mit der „Unausgewogenheit der kreativen Beteiligung“ begründet.
Als die AMPAS einige Tage später die vollständige Liste der nominierten Titel publizierte, war Vor der Morgenröte dort als österreichischer Vorschlag aufgeführt, schied aber im weiteren Verlauf des Verfahrens aus.

### 2019
Der deutsche Vorschlag Werk ohne Autor erhielt insgesamt zwei Nominierungen und wurde sowohl als Bester fremdsprachiger Film als auch mit Caleb Deschanel in der Kategorie Beste Kamera nominiert. In beiden Kategorien gewann der mexikanische Film Roma.

### 2023
Der Vorschlag Im Westen nichts Neues sorgte bei seiner Nominierung für mehrere Premieren und einen Nominierungsrekord für deutsche Filme. Noch nie hatte ein deutscher Film mehr Nominierungen als die neun erfolgten erhalten und es war das erste Mal, dass ein deutscher Film als bester Film nominiert wurde.
Mit vier gewonnenen Oscars stellte der Film ebenfalls einen neuen Rekord für deutsche Filme auf. Neben dem Oscar für Bester internationaler Film gewann der deutsche Beitrag noch den Oscar für die Beste Kamera, die Beste Filmmusik und das beste Bestes Szenenbild. Der Oscar wurde vom Regisseur Edward Berger entgegengenommen. Berger dankte der AMPAS für den Gewinn in der Kategorie.

### 2024
Der Regisseur des deutschen Vorschlages Das Lehrerzimmer İlker Çatak beklagte die Berichterstattung in deutschen Medien im Zusammenhang der Nominierungen von Wim Wenders, Sandra Hüller als Beste Hauptdarstellerin und ihm. In Interviews mit mehreren Zeitungen kritisierte er: „In sehr vielen Überschriften stand: ‚Sandra Hüller und Wim Wenders sind für den Oscar nominiert‘. Mein Name kam kaum vor. Und wenn ich doch noch irgendwo in einem Nebensatz erwähnt wurde, dann meistens falsch geschrieben.“ Der Regisseur warb für mehr Sorgfalt und Sensibilität in der Berichterstattung über deutsche Menschen mit Migrationsgeschichte, denen es in den etablierten Medien immer noch an Vorbildern fehle. Es entstehe daher der Eindruck, man brauche einen deutschen Namen, um erwähnt zu werden. Dabei sei gerade seine Oscar-Nominierung doch ein gutes Beispiel für gelungene Integration.

### 2025
Mit dem persischsprachigen Film دانه‌ی انجیر معابد (deutschsprachiger Titel: Die Saat des heiligen Feigenbaums) des iranischen Regisseurs Mohammad Rasulof wurde erstmals ein ausschließlich nicht-deutschsprachiger Film als deutscher Beitrag für den internationalen Film eingereicht.

## Deutsche Vorschläge

### Für die Bundesrepublik Deutschland
| Jahr der Verleihung | Film                                            | Sprache(n)                                                                                    | Regisseur                        | Produktionsland                                       | Ergebnis        |
| ------------------- | ----------------------------------------------- | --------------------------------------------------------------------------------------------- | -------------------------------- | ----------------------------------------------------- | --------------- |
| 1957                | Der Hauptmann von Köpenick                      | Deutsch                                                                                       | Helmut Käutner                   | BR Deutschland                                        | Nominiert       |
| 1958                | Nachts, wenn der Teufel kam                     | Deutsch                                                                                       | Robert Siodmak                   | BR Deutschland                                        | Nominiert       |
| 1959                | Helden                                          | Deutsch                                                                                       | Franz Peter Wirth                | BR Deutschland                                        | Nominiert       |
| 1960                | Die Brücke                                      | Deutsch                                                                                       | Bernhard Wicki                   | BR Deutschland                                        | Nominiert       |
| 1961                | Faust                                           | Deutsch                                                                                       | Peter Gorski                     | BR Deutschland                                        | Nicht nominiert |
| 1962                | Das Wunder des Malachias                        | Deutsch                                                                                       | Bernhard Wicki                   | BR Deutschland                                        | Nicht nominiert |
| 1966                | Es                                              | Deutsch                                                                                       | Ulrich Schamoni                  | BR Deutschland                                        | Nicht nominiert |
| 1967                | Der junge Törless                               | Deutsch                                                                                       | Volker Schlöndorff               | BR Deutschland Frankreich                             | Nicht nominiert |
| 1968                | Tätowierung                                     | Deutsch                                                                                       | Johannes Schaaf                  | BR Deutschland                                        | Nicht nominiert |
| 1969                | Die Artisten in der Zirkuskuppel: ratlos        | Deutsch                                                                                       | Alexander Kluge                  | BR Deutschland                                        | Nicht nominiert |
| 1970                | Jagdszenen aus Niederbayern                     | Deutsch                                                                                       | Peter Fleischmann                | BR Deutschland                                        | Nicht nominiert |
| 1971                | o.k.                                            | Deutsch                                                                                       | Michael Verhoeven                | BR Deutschland                                        | Nicht nominiert |
| 1972                | Das Schloß                                      | Deutsch                                                                                       | Rudolf Noelte                    | BR Deutschland                                        | Nicht nominiert |
| 1973                | Trotta                                          | Deutsch                                                                                       | Johannes Schaaf                  | BR Deutschland                                        | Nicht nominiert |
| 1974                | Der Fußgänger                                   | Deutsch                                                                                       | Maximilian Schell                | BR Deutschland Schweiz                                | Nominiert       |
| 1975                | Einer von uns beiden                            | Deutsch                                                                                       | Wolfgang Petersen                | BR Deutschland                                        | Nicht nominiert |
| 1976                | Jeder für sich und Gott gegen alle              | Deutsch                                                                                       | Werner Herzog                    | BR Deutschland                                        | Nicht nominiert |
| 1977                | Ansichten eines Clowns                          | Deutsch                                                                                       | Vojtěch Jasný                    | BR Deutschland                                        | Nicht nominiert |
| 1978                | Der amerikanische Freund                        | Deutsch Englisch Französisch                                                                  | Wim Wenders                      | BR Deutschland Frankreich                             | Nicht nominiert |
| 1979                | Die gläserne Zelle                              | Deutsch                                                                                       | Hans W. Geißendörfer             | BR Deutschland                                        | Nominiert       |
| 1980                | Die Blechtrommel                                | Deutsch Polnisch Russisch Italienisch                                                         | Volker Schlöndorff               | BR Deutschland Frankreich                             | Gewonnen        |
| 1981                | Fabian                                          | Deutsch                                                                                       | Wolf Gremm                       | BR Deutschland                                        | Nicht nominiert |
| 1982                | Lili Marleen                                    | Deutsch                                                                                       | Rainer Werner Fassbinder         | BR Deutschland                                        | Nicht nominiert |
| 1983                | Fitzcarraldo                                    | Englisch Spanisch Asháninka                                                                   | Werner Herzog                    | BR Deutschland Peru                                   | Nicht nominiert |
| 1984                | Die flambierte Frau                             | Deutsch                                                                                       | Robert van Ackeren               | BR Deutschland                                        | Nicht nominiert |
| 1985                | Morgen in Alabama                               | Deutsch                                                                                       | Norbert Kückelmann               | BR Deutschland                                        | Nicht nominiert |
| 1986                | Bittere Ernte                                   | Deutsch                                                                                       | Agnieszka Holland                | BR Deutschland                                        | Nominiert       |
| 1987                | Männer                                          | Deutsch                                                                                       | Doris Dörrie                     | BR Deutschland                                        | Nicht nominiert |
| 1988                | Der Himmel über Berlin                          | Deutsch Englisch Französisch                                                                  | Wim Wenders                      | BR Deutschland Frankreich                             | Nicht nominiert |
| 1989                | Yasemin                                         | Deutsch                                                                                       | Hark Bohm                        | BR Deutschland                                        | Nicht nominiert |
| 1990                | Das Spinnennetz                                 | Deutsch                                                                                       | Bernhard Wicki                   | BR Deutschland                                        | Nicht nominiert |
| 1991                | Das schreckliche Mädchen                        | Deutsch                                                                                       | Michael Verhoeven                | Deutschland                                           | Nominiert       |
| 1993                | Schtonk!                                        | Deutsch                                                                                       | Helmut Dietl                     | Deutschland                                           | Nominiert       |
| 1994                | Justiz                                          | Deutsch                                                                                       | Hans W. Geißendörfer             | Deutschland Schweiz                                   | Nicht nominiert |
| 1995                | Das Versprechen                                 | Deutsch                                                                                       | Margarethe von Trotta            | Deutschland Frankreich Schweiz                        | Nicht nominiert |
| 1996                | Schlafes Bruder                                 | Deutsch                                                                                       | Joseph Vilsmaier                 | Deutschland                                           | Nicht nominiert |
| 1997                | Der Totmacher                                   | Deutsch                                                                                       | Romuald Karmakar                 | Deutschland                                           | Nicht nominiert |
| 1998                | Jenseits der Stille                             | Deutsch Deutsche Gebärdensprache (DGS)                                                        | Caroline Link                    | Deutschland                                           | Nominiert       |
| 1999                | Lola rennt                                      | Deutsch                                                                                       | Tom Tykwer                       | Deutschland                                           | Nicht nominiert |
| 2000                | Aimée & Jaguar                                  | Deutsch                                                                                       | Max Färberböck                   | Deutschland                                           | Nicht nominiert |
| 2001                | Die Unberührbare                                | Deutsch                                                                                       | Oskar Roehler                    | Deutschland                                           | Nicht nominiert |
| 2002                | Das Experiment                                  | Deutsch                                                                                       | Oliver Hirschbiegel              | Deutschland                                           | Nicht nominiert |
| 2003                | Nirgendwo in Afrika                             | Deutsch Englisch Swahili                                                                      | Caroline Link                    | Deutschland                                           | Gewonnen        |
| 2004                | Good Bye, Lenin!                                | Deutsch                                                                                       | Wolfgang Becker                  | Deutschland                                           | Nicht nominiert |
| 2005                | Der Untergang                                   | Deutsch Italienisch Russisch                                                                  | Oliver Hirschbiegel              | Deutschland Italien Russland Österreich               | Nominiert       |
| 2006                | Sophie Scholl – Die letzten Tage                | Deutsch                                                                                       | Marc Rothemund                   | Deutschland                                           | Nominiert       |
| 2007                | Das Leben der Anderen                           | Deutsch                                                                                       | Florian Henckel von Donnersmarck | Deutschland                                           | Gewonnen        |
| 2008                | Auf der anderen Seite                           | Deutsch Türkisch Englisch                                                                     | Fatih Akin                       | Deutschland Türkei                                    | Nicht nominiert |
| 2009                | Der Baader Meinhof Komplex                      | Deutsch                                                                                       | Uli Edel                         | Deutschland                                           | Nominiert       |
| 2010                | Das weiße Band – Eine deutsche Kindergeschichte | Deutsch                                                                                       | Michael Haneke                   | Deutschland Österreich Frankreich Italien             | Nominiert       |
| 2011                | Die Fremde                                      | Deutsch Türkisch                                                                              | Feo Aladag                       | Deutschland                                           | Nicht nominiert |
| 2012                | Pina – Tanzt, tanzt sonst sind wir verloren     | Deutsch Französisch Englisch Spanisch Kroatisch Italienisch Portugiesisch Russisch Koreanisch | Wim Wenders                      | Deutschland Frankreich Vereinigtes Königreich         | Shortlist       |
| 2013                | Barbara                                         | Deutsch                                                                                       | Christian Petzold                | Deutschland                                           | Nicht nominiert |
| 2014                | Zwei Leben                                      | Deutsch Norwegisch Englisch Russisch Dänisch                                                  | Georg Maas, Judith Kaufmann      | Deutschland Norwegen                                  | Shortlist       |
| 2015                | Die geliebten Schwestern                        | Deutsch                                                                                       | Dominik Graf                     | Deutschland Österreich                                | Nicht nominiert |
| 2016                | Im Labyrinth des Schweigens                     | Deutsch                                                                                       | Giulio Ricciarelli               | Deutschland                                           | Shortlist       |
| 2017                | Toni Erdmann                                    | Deutsch Englisch Rumänisch                                                                    | Maren Ade                        | Deutschland Österreich                                | Nominiert       |
| 2018                | Aus dem Nichts                                  | Deutsch                                                                                       | Fatih Akin                       | Deutschland Frankreich                                | Shortlist       |
| 2019                | Werk ohne Autor                                 | Deutsch                                                                                       | Florian Henckel von Donnersmarck | Deutschland                                           | Nominiert       |
| 2020                | Systemsprenger                                  | Deutsch                                                                                       | Nora Fingscheidt                 | Deutschland                                           | Nicht nominiert |
| 2021                | Und morgen die ganze Welt                       | Deutsch                                                                                       | Julia von Heinz                  | Deutschland Frankreich                                | Nicht nominiert |
| 2022                | Ich bin dein Mensch                             | Deutsch                                                                                       | Maria Schrader                   | Deutschland                                           | Shortlist       |
| 2023                | Im Westen nichts Neues                          | Deutsch Französisch                                                                           | Edward Berger                    | Deutschland Vereinigtes Königreich Vereinigte Staaten | Gewonnen        |
| 2024                | Das Lehrerzimmer                                | Deutsch                                                                                       | İlker Çatak                      | Deutschland                                           | Nominiert       |
| 2025                | Die Saat des heiligen Feigenbaums               | Farsi                                                                                         | Mohammad Rasulof                 | Iran Deutschland Frankreich                           | Nominiert       |

### Für die Deutsche Demokratische Republik
Die Deutsche Demokratische Republik (DDR) wurde erst 1974 von den Vereinigten Staaten diplomatisch als eigenständiger Staat anerkannt und durfte daher ab diesem Jahr Filme in der Kategorie einreichen.
| Jahr der Verleihung | Film              | Sprache(n)       | Regisseur                     | Produktionsland                 | Ergebnis        |
| ------------------- | ----------------- | ---------------- | ----------------------------- | ------------------------------- | --------------- |
| 1974                | Der Dritte        | Deutsch          | Egon Günther                  | Deutsche Demokratische Republik | Nicht nominiert |
| 1977                | Jakob, der Lügner | Deutsch          | Frank Beyer                   | Deutsche Demokratische Republik | Nominiert       |
| 1979                | Mama, ich lebe    | Deutsch Russisch | Konrad Wolf                   | Deutsche Demokratische Republik | Nicht nominiert |
| 1981                | Die Verlobte      | Deutsch          | Günther Rücker, Günter Reisch | Deutsche Demokratische Republik | Nicht nominiert |
| 1984                | Der Aufenthalt    | Deutsch Polnisch | Frank Beyer                   | Deutsche Demokratische Republik | Nicht nominiert |

## Die erfolgreichsten Regisseure

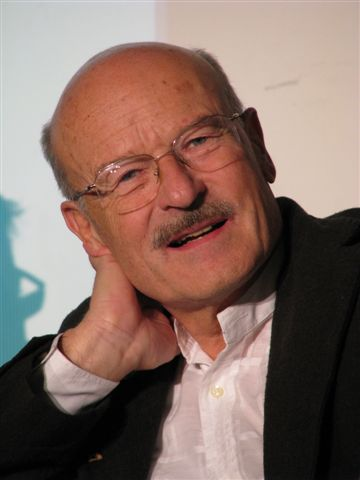
Volker Schlöndorff (2009), sein Film gewann 1980 den Oscar
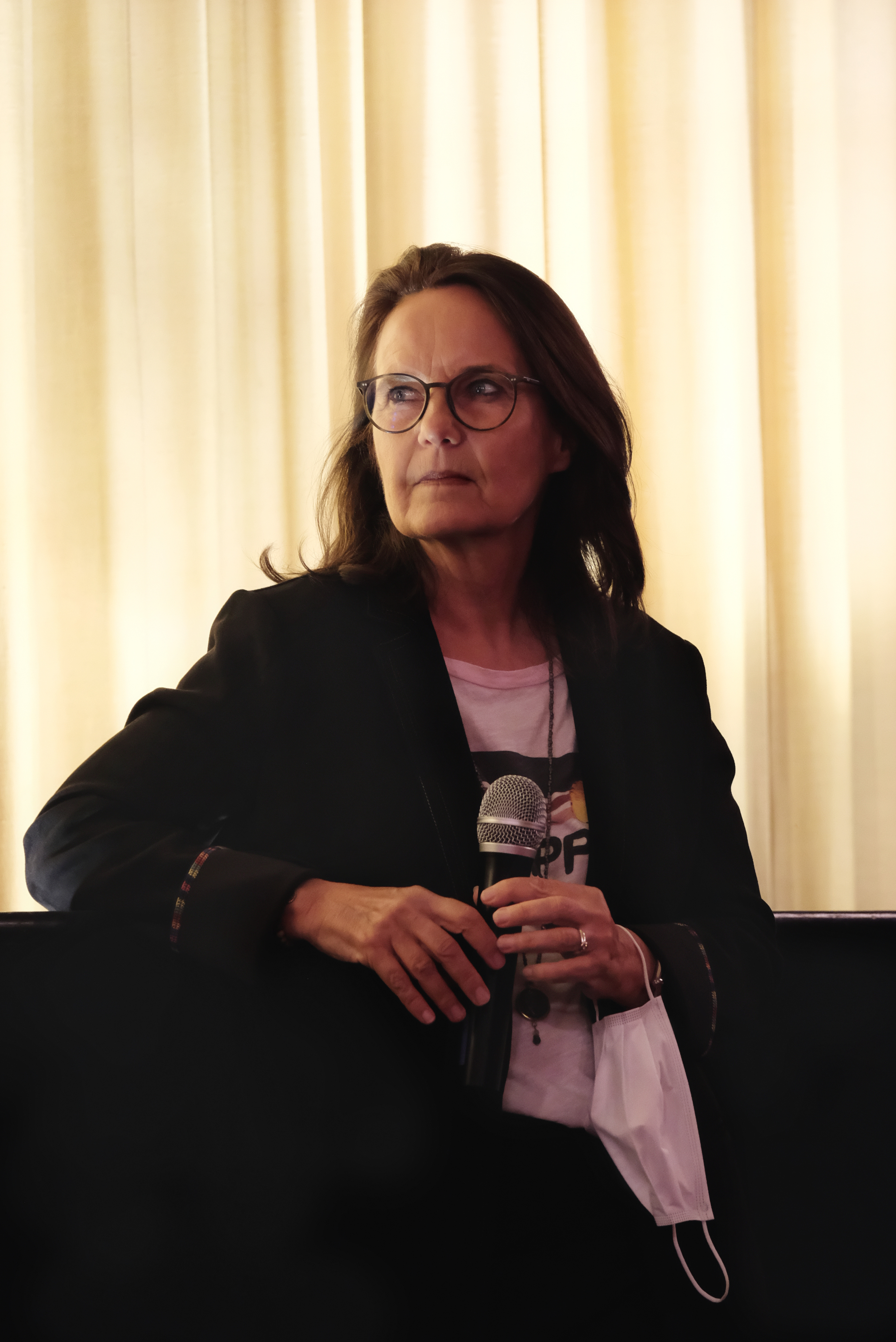
Caroline Link (2020), ihr Film gewann 2003 den Oscar
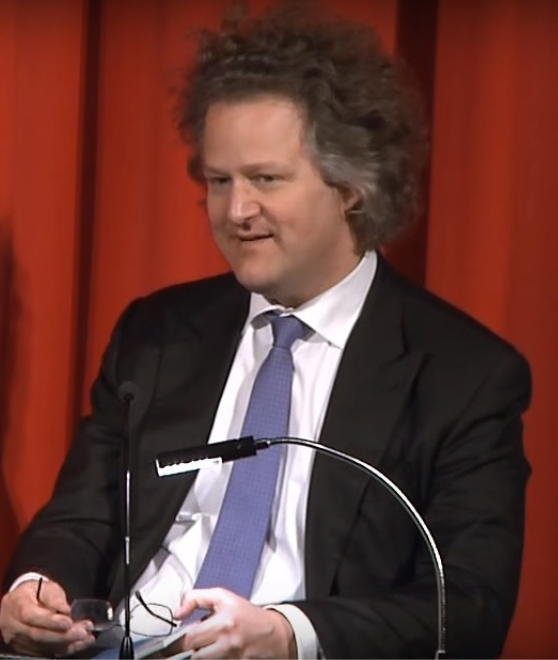
Florian Henckel von Donnersmarck (2015), sein Film gewann 2007 den Oscar
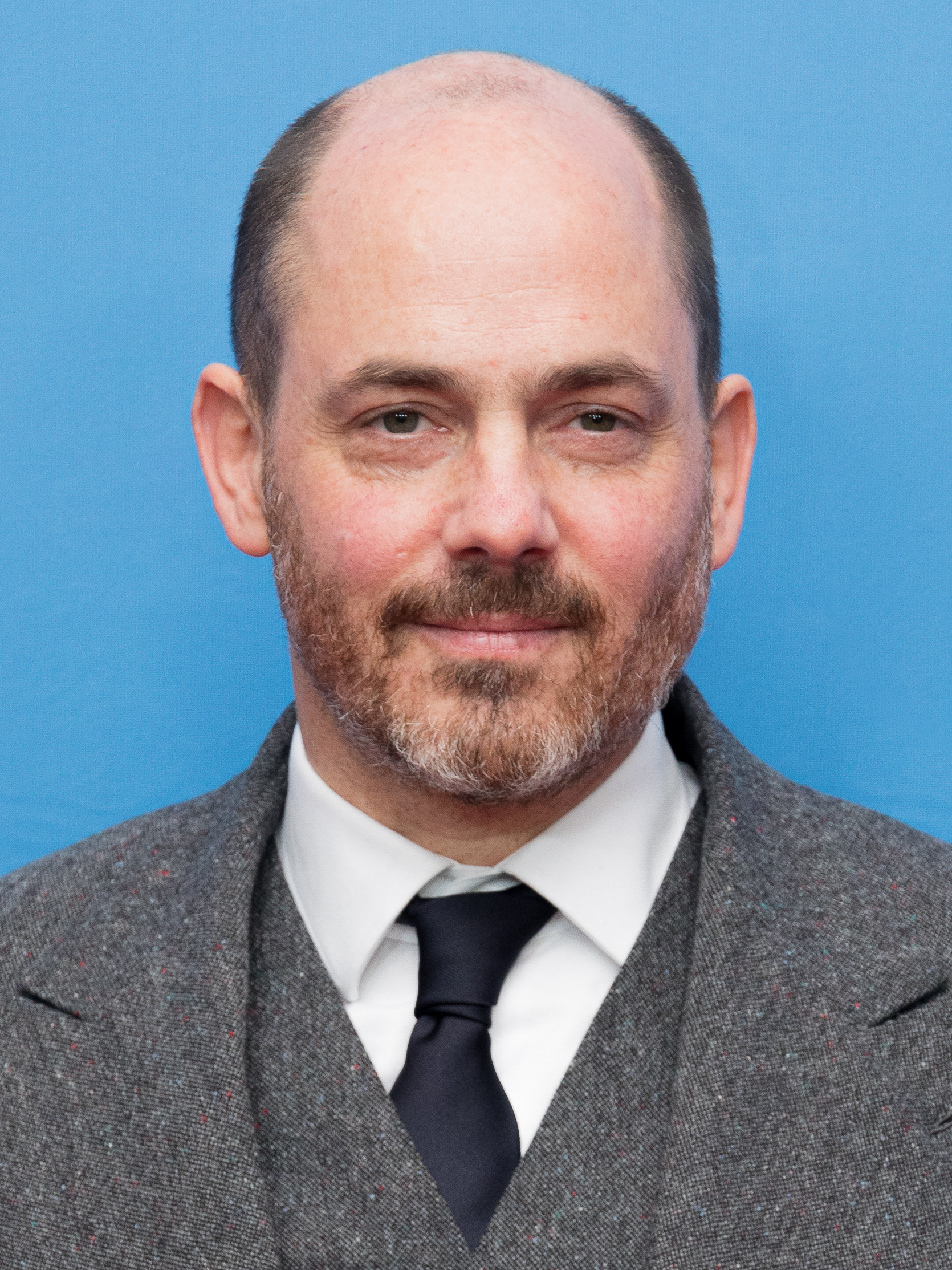
Edward Berger (2018), sein Film gewann 2022 den Oscar, dazu noch in drei weiteren Kategorien

| Regisseur                        | Einreichungen | Short-List | Nominierungen | Auszeichnungen |
| -------------------------------- | ------------- | ---------- | ------------- | -------------- |
| Maren Ade                        | 1             | 1          | 1             | 0              |
| Fatih Akin                       | 2             | 1          | 0             | 0              |
| Edward Berger                    | 1             | 1          | 1             | 1              |
| Frank Beyer                      | 2             | /          | 1             | 0              |
| İlker Çatak                      | 1             | 1          | 1             | 0              |
| Helmut Dietl                     | 1             | /          | 1             | 0              |
| Florian Henckel von Donnersmarck | 2             | 2          | 2             | 1              |
| Uli Edel                         | 1             | 1          | 1             | 0              |
| Hans W. Geißendörfer             | 2             | /          | 1             | 0              |
| Michael Haneke                   | 1             | 1          | 1             | 0              |
| Oliver Hirschbiegel              | 2             | /          | 1             | 0              |
| Agnieszka Holland                | 1             | /          | 1             | 0              |
| Helmut Käutner                   | 1             | /          | 1             | 0              |
| Judith Kaufmann                  | 1             | 1          | 0             | 0              |
| Caroline Link                    | 2             | /          | 2             | 1              |
| Georg Maas                       | 1             | 1          | 0             | 0              |
| Giulio Ricciarelli               | 1             | 1          | 0             | 0              |
| Mohammad Rasulof                 | 1             | 1          | 1             | ?              |
| Marc Rothemund                   | 1             | /          | 1             | 0              |
| Maximilian Schell                | 1             | /          | 1             | 0              |
| Volker Schlöndorff               | 2             | /          | 1             | 1              |
| Maria Schrader                   | 1             | 1          | 0             | 0              |
| Robert Siodmak                   | 1             | /          | 1             | 0              |
| Michael Verhoeven                | 2             | /          | 1             | 0              |
| Wim Wenders                      | 3             | 1          | 0             | 0              |
| Franz Peter Wirth                | 1             | /          | 1             | 0              |
| Bernhard Wicki                   | 3             | /          | 1             | 0              |

## Deutsche Koproduktionen
Die Regeln der AMPAS für diese Kategorie bestimmen, dass pro Land nur ein Film vorgeschlagen werden kann. Vorschlagsberechtigt sind nationale Institutionen, die bei der Academy für den entsprechenden Staat registriert worden sind. Grundsätzlich hat jedes an einer Produktion beteiligtes Land die Möglichkeit, den Film für das eigene Land einzureichen – es darf aber letztlich nur ein Land den Film einreichen.
Bislang wurden 35 deutsche Ko-Produktionen für den Oscar nominiert (8-mal als französischer, 4-mal als ungarischer, je 3-mal als österreichischer und als schwedischer, je 2-mal als israelischer und dänischer sowie je 1-mal als jugoslawischer, schweizerischer, italienischer, isländischer, finnischer, palästinensischer, kasachischer, russischer, chilenischer, polnischer und tunesischer Vorschlag und einmal als Einreichung durch die Elfenbeinküste und Bosnien-Herzegowina).
Sieben dieser Filme (gelb) gewannen den Oscar in dieser Kategorie.
| Jahr der Verleihung | Film                                                                 | Regisseur                    | Vorschlagendes Land     |
| ------------------- | -------------------------------------------------------------------- | ---------------------------- | ----------------------- |
| 1965                | Die Regenschirme von Cherbourg (Les parapluies de Cherbourg)         | Jacques Demy                 | Frankreich              |
| 1970                | Die Schlacht an der Neretva (Bitka na Neretvi)                       | Veljko Bulajić               | Jugoslawien             |
| 1971                | Erste Liebe                                                          | Maximilian Schell            | Schweiz                 |
| 1972                | Der Garten der Finzi Contini (Il giardino dei Finzi Contini)         | Vittorio De Sica             | Italien                 |
| 1975                | Lacombe, Lucien                                                      | Louis Malle                  | Frankreich              |
| 1977                | Sehnsucht nach Afrika (La Victoire en chantant)                      | Jean-Jacques Annaud          | Elfenbeinküste          |
| 1980                | Eine einfache Geschichte (Une histoire simple)                       | Claude Sautet                | Frankreich              |
| 1981                | Mephisto                                                             | István Szabó                 | Ungarn                  |
| 1983                | Der Flug des Adlers (Ingenjör Andrées luftfärd)                      | Jan Troell                   | Schweden                |
| 1984                | Fanny und Alexander (Fanny och Alexander)                            | Ingmar Bergman               | Schweden                |
| 1984                | Hiobs Revolte (Jób lázadása)                                         | Imre Gyöngyössy, Barna Kabay | Ungarn                  |
| 1986                | Oberst Redl (Redl ezredes)                                           | István Szabó                 | Ungarn                  |
| 1987                | 38 – Auch das war Wien                                               | Wolfgang Glück               | Österreich              |
| 1988                | Auf Wiedersehen, Kinder (Au revoir, les enfants)                     | Louis Malle                  | Frankreich              |
| 1989                | Hanussen (Profeta)                                                   | István Szabó                 | Ungarn                  |
| 1992                | Children of Nature – Eine Reise (Börn náttúrunnar)                   | Friðrik Þór Friðriksson      | Island                  |
| 2002                | Die fabelhafte Welt der Amélie (Le fabuleux destin d’Amélie Poulain) | Jean-Pierre Jeunet           | Frankreich              |
| 2003                | Der Mann ohne Vergangenheit (Mies vailla menneisyyttä)               | Aki Kaurismäki               | Finnland                |
| 2005                | Die Kinder des Monsieur Mathieu (Les Choristes)                      | Christophe Barratier         | Frankreich              |
| 2006                | Merry Christmas (Joyeux Noël)                                        | Christian Carion             | Frankreich              |
| 2006                | Paradise Now (الجنة الآن / al-Dschanna al-ān)                        | Hany Abu-Assad               | Palästina               |
| 2008                | Die Fälscher                                                         | Stefan Ruzowitzky            | Österreich              |
| 2008                | Der Mongole (Монгол)                                                 | Sergei Bodrow                | Kasachstan              |
| 2009                | Waltz with Bashir (ואלס עם באשיר / Vals im Bashir)                   | Ari Folman                   | Israel                  |
| 2010                | Ajami                                                                | Scandar Copti, Yaron Shani   | Israel                  |
| 2012                | In Darkness (W ciemności)                                            | Agnieszka Holland            | Polen                   |
| 2013                | Liebe                                                                | Michael Haneke               | Österreich              |
| 2013                | Die Königin und der Leibarzt (En kongelig affære)                    | Nikolaj Arcel                | Dänemark                |
| 2016                | Mustang                                                              | Deniz Gamze Ergüven          | Frankreich              |
| 2017                | Unter dem Sand – Das Versprechen der Freiheit (Under sandet)         | Martin Zandvliet             | Dänemark                |
| 2018                | Eine fantastische Frau (Una mujer fantástica)                        | Sebastián Lelio              | Chile                   |
| 2018                | Loveless (Нелюбовь)                                                  | Andrei Swjaginzew            | Russland                |
| 2018                | The Square                                                           | Ruben Östlund                | Schweden                |
| 2021                | Der Mann, der seine Haut verkaufte                                   | Kaouther Ben Hania           | Tunesien                |
| 2021                | Quo Vadis, Aida?                                                     | Jasmila Žbanić               | Bosnien und Herzegowina |

## Eingereichte Filme
Seit 2006 wird von der Germans Film eine Liste der eingereichten Filme veröffentlicht, aus denen die Jury den deutschen Kandidaten wählt.

In den Jahren 2008, 2009 und 2017 wurde keine Liste veröffentlicht.

Der von der Jury bei der AMPAS vorgeschlagene Film ist fett gedruckt.
| 2006 | Das Leben der Anderen · Requiem · Die wilden Hühner · Die Wolke |
| 2007 | Am Ende kommen Touristen · Auf der anderen Seite · Das Haus der schlafenden Schönen · Mein Führer – Die wirklich wahrste Wahrheit über Adolf Hitler · Strajk – Die Heldin von Danzig · Vier Minuten · Winterreise |
| 2010 | Boxhagener Platz · Die Fremde · Habermann · Henri 4 · Jud Süß – Film ohne Gewissen · Die kommenden Tage · Mahler auf der Couch · Same Same But Different · Unter Bauern – Retter in der Nacht |
| 2011 | Der Albaner · Almanya – Willkommen in Deutschland · Das Blaue vom Himmel · Drei · Halt auf freier Strecke · Das Lied in mir · Pina · Poll · Wunderkinder |
| 2012 | Abschied von den Fröschen · Barbara · Hannah Arendt · Hotel Lux · Kriegerin · Schutzengel · This Ain’t California · Die verlorene Zeit |
| 2013 | Die Brücke am Ibar · Der deutsche Freund · Freier Fall · Heute bin ich blond · Oh Boy · Ritter Rost – Eisenhart und voll verbeult · Schuld sind immer die Anderen · Tore tanzt · Zwei Leben |
| 2014 | Die andere Heimat – Chronik einer Sehnsucht · Die geliebten Schwestern · Finsterworld · Die Frau des Polizisten · Hannas Reise · Im weißen Rössl – Wehe Du singst! · Kreuzweg · Lauf Junge lauf · Der letzte Mentsch · Phoenix · Stereo · Westen · Wir sind die Neuen · Who Am I – Kein System ist sicher · Wolfskinder · Zeit der Kannibalen · Zwischen Welten |
| 2015 | Elser – Er hätte die Welt verändert · Freistatt · Honig im Kopf · Im Labyrinth des Schweigens · Jack · Schmidts Katze · Victoria · Wir sind jung. Wir sind stark. |
| 2016 | Auf Augenhöhe · Das Tagebuch der Anne Frank · Der Staat gegen Fritz Bauer · Er ist wieder da · Nebel im August · Power to Change – Die EnergieRebellion · Toni Erdmann · Vor der Morgenröte |
| 2018 | 3 Tage in Quiberon · Ballon · Der Hauptmann · In den Gängen · Mackie Messer – Brechts Dreigroschenfilm · Simpel · Das schweigende Klassenzimmer · Teheran Tabu · Transit · Die Unsichtbaren – Wir wollen leben · Werk ohne Autor |
| 2019 | Deutschstunde · Der Fall Collini · Heimat ist ein Raum aus Zeit · Der Junge muss an die frische Luft · Lara · Systemsprenger · Und der Zukunft zugewandt |
| 2020 | Berlin Alexanderplatz · Crescendo · Curveball – Wir machen die Wahrheit · Enfant Terrible · Fritzi – Eine Wendewundergeschichte · Ich war noch niemals in New York · Ein nasser Hund · Undine· Und morgen die ganze Welt |
| 2021 | Fabian oder Der Gang vor die Hunde · Herr Bachmann und seine Klasse · Ich bin dein Mensch · Je suis Karl · Lieber Thomas · Nahschuss · Die Rettung der uns bekannten Welt · Schachnovelle · Die Unbeugsamen · Die Welt wird eine andere sein |
| 2022 | Alle reden übers Wetter · Alles in bester Ordnung · Im Westen nichts Neues · Lieber Kurt · Nico · Niemand ist bei den Kälbern · Der Passfälscher · Rabiye Kurnaz gegen George W. Bush · Wir könnten genauso gut tot sein |
| 2023 | Anselm – Das Rauschen der Zeit · Das Lehrerzimmer · Die Theorie von Allem · Ein ganzes Leben · Eine Frau · Elaha · Ingeborg Bachmann – Reise in die Wüste · Orphea in Love · Roter Himmel · Sisi & Ich · The Ordinaries · Was man von hier aus sehen kann · Wochenendrebellen                                                                                   |
| 2024 | Die Ermittlung · Die Herrlichkeit des Lebens · Die Unbeugsamen 2 – Guten Morgen, Ihr Schönen! · Führer und Verführer · Hollywoodgate · Im toten Winkel · In Liebe, Eure Hilde · Sad Jokes · Stella. Ein Leben · Sterben · Stille · Die Saat des heiligen Feigenbaums · Zwei zu eins                                                                             |